# Sagan om smeden och stjärnan
Sagan om smeden och stjärnan (Smith of Wootton Major) är en berättelse av författaren J.R.R. Tolkien. Berättelsen publicerades för första gången år 1965, och har sedan dess publicerats flera gånger i olika sammanhang. Till skillnad från Tolkiens med kända berättelser Sagan om ringen och Bilbo – En hobbits äventyr utspelar sig Sagan om smeden och stjärnan inte i Tolkiens fiktiva värld Midgård

## Handling
Berättelsen utspelar sig i byn Stora Wootton, som heter så för att den är större än Lilla Wootton några mil bort. I Stora Wootton anordnas varje år många olika fester, och Mästerkocken i byn är en högt uppsatt och respekterad person. Det mest anmärkningsvärda festen är De snälla barnens fest, som också kallas Tjugofyrafesten eftersom den anordnas vart tjugofjärde år och bara tjugofyra utvalda barn är bjudna. Till Tjugofyrafesten förväntas Mästerkocken baka en fantastisk Stortårta. Stortårtan är höjdpunkten i mästerkockens karriär, och det verk som kommande generationer kommer att minnas honom för eftersom de flesta Mästerkockar bara hinner baka en Stortårta i sitt liv.
En dag försvinner byns Mästerkock ut på en lång oväntad resa. När han kommer tillbaks har han tagit sig en medhjälpare: en ung pojke, som Mästerkocken och hans vänner kallar Alf, medan de flesta i byn bara kallar honom för Medhjälparen. Tre år senare ger sig Mästerkocken av, denna gång utan att komma tillbaks, och utan att utse en efterträdare. En man med namnet Nokes utses till Mästerkockens efterträdare. Nokes är inte mästerligt bra på att laga mat, men det är ännu sju år kvar till nästa Tjugofyrafest, och man tänker att innan dess ska han väl hinna lära sig. Nokes lär sig mycket genom att i smyg iaktta Medhjälparen, men det erkänner han aldrig. När nästa Tjugofyrafest närmar sig beslutar sig Nokes för att baka en tårta med en fe på toppen. I tårtan gömmer han, helt enligt byns tradition, mynt och andra småsaker åt barnen att hitta. Han gömmer också en stjärna som han hittat i en gammal låda. Barnen äter tårtan och hittar många mynt och småsaker, men ingen hittar stjärnan. Mästerkocken tycker att detta är underligt, men antar att stjärnan smält och försvunnit.
I själva verkat har en ung pojke utan att märka det svalt stjärnan. På sin tioårsdag stiger pojken upp tidigt. När han står och ser ut genom fönstret drabbas han av ett infall och börjar sjunga. När han sjunger hoppar stjärnan ur munnen och landar i hans hand. Utan att tänka sig för slår sig pojken för pannan, där stjärnan stannar. Sedan dess sitter stjärnan där, inte helt osynlig, men de flesta lägger inte märke till den. Med tiden drar sig Nokes tillbaka och Lärlingen Alf blir Mästerkock. Pojken växer upp och blir byns smed, och kallas av alla för Smed. Smed har en vacker röst och har för vana att sjunga när han arbetar, så att de som går förbi stannar och förundrat lyssnar till hans sång. Smed blir en otroligt skicklig smed, som kan forma de mest fantastiska saker. Smed börjar också företa resor till Älvornas rike. Stjärnan skyddar honom mot de onda makterna där. Han låter sig förundras över de djur och växter som lever där. När han återvänder från en av sina resor ser hans hustru och barn hur stjärnan lyser klart i hans panna.
På en av sina resor lyckas han finna en väg både genom de Yttre bergen och de Inre bergen, som han länge sökt. Han blickar ned över Evigdalen och ser älvorna dansa. En ung flicka dansar med honom. När han återvänder från resan lyser stjärnan klarare än någonsin förut. Smed företar en senare resa efter att han känt en kallelse från älvornas Drottning. Han förs inför Drottningen, och ser att det är samma flicka som han dansat med. Hon ber honom att lämna ett meddelande till älvornas Kung: ”Stunden är inne. Låt honom välja.” På vägen tillbaka från Älvornas rike möter Smed en man med grön hätta som han slår sällskap med. Han berättar för mannen om meddelandet till älvornas Kung och frågar om han vet var han finns. Främlingen svarar att det gör han, Smed ska inte oroa sig mer över den saken. När främlingen drar tillbaks hättan ser Smed att det är Alf. Alf frågar om det inte är dags för Smed att lämna tillbaks stjärnan; han berättar att han vill lägga den i nästa Stortårta, den andra som Alf kommer att baka. Han lyckas övertala honom, och när de återvänder till byn ger Smed stjärnan till Alf, som lägger tillbaks den i lådan. Eftersom Smed till slut gav ifrån sig stjärnan frivilligt låter Alf honom välja vilket av barnen på nästa Tjugofyrafest som ska få den. Smed väljer Noakes sonsonson Tim. Smed ser länge på Alf. Sedan knäfaller han förundrad.
Smed ger sig inte ut på några fler resor till älvornas land. Alf besöker Nokes, som blivit gammal och fet. Han berättar för Nokes om älvornas land, vad som hände med stjärnan, och att den ska bakas in i nästa Stortårta. Nokes skrattar åt honom, och säger att om älvor finns kan de väl göra honom smal. Då visar sig Alf som Älvkungen i sin fulla makt och bannar Nokes för att hans oförskämdhet, och säger att han ska uppfylla Nokes önskan. När Nokes senare vaknar tror han att han haft en ond dröm på grund av att han ätit för mycket. För att slippa fler drömmar börjar han äta mycket mindre, och blir mycket smalare. Alf lämnar byn, och hans lärling Harper blir byns nya Mästerkock.

## Bakgrund

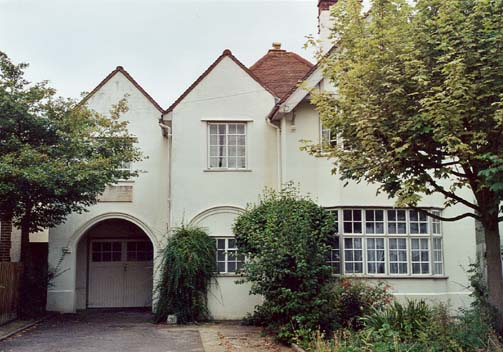
Sandfield Road 76, där Tolkien bodde vid tiden för bokens publicering.

Skrivandet av Sagan om smeden och stjärnan började när en amerikansk förläggare bad Tolkien att skriva ett förord till en utgåva av George MacDonalds berättelse The Golden Key. Tolkien tackade ja, och satte sig att skriva i januari 1965. Han tänkte beskriva Sagolandet, och ville med en kort berättelse illustrera hur Sagolandet kan te sig. Detta korta exempel växte snart till en självständig berättelse, medan förordet aldrig blev klart. Till en början fick berättelsen namnet Den stora tårtan. Tolkien visade berättelsen för sin förläggare, som gillade det men inte ansåg att den kunde publiceras för sig själv. Trots det publicerades Sagan om smeden och stjärnan år 1967, med illustrationer av Pauline Baynes. Sedan dess har berättelsen publicerats flera gånger tillsammans med andra kortare verk av Tolkien, till exempel år 1997 i volymen Sagor från en farofylld värld (Tales from The Perilous Realm) tillsammans med Gillis Bonde från Ham, Tom Bombadills äventyr och Blad av Niggle. Sagan om smeden och stjärnan har översatts till svenska av Britt G. Hallqvist.

## Tolkningar
Tolkiens biografist Humphrey Carpenter har betraktat berättelsen som en allegori över Tolkiens författande. Liksom Smed till sist måste lämna ifrån sig stjärnan som ger honom tillgång till Sagolandet kände Tolkien att han förr eller senare skulle sluta skriva, och förlora den tillgång till Sagolandet som hans fantasi gav honom. Berättelsen var också den sista sagan Tolkien skrev. Tolkien skrev själv följande:
| ”                            | Det finns ingen allegori i Sagolandet, som skapats som om det hade en reell existens. Det finns en smula allegori i det som rör människorna, vilket jag tycker är uppenbart, fastän ingen läsare eller recensent ännu tagit avstånd från det. Som vanligt finns det ingen ”religion” i sagan; men det är rätt uppenbart att Mästerkocken och Stora hallen etc är en (något satirisk) allegori över bykyrkan och byprästen: dess funktion deklinerar oavbrutet och tappar all kontakt med ”konsten”, den urartar till mat och dryck – sista skymten av ”något annat” lämnas kvar i barnen | „ |
| – översättning Disa Törngren | |   |

Tolkien har kallat berättelsen ”en gammal mans bok”, och berättat att Alf, åtminstone till ytan, är baserad på en kock vid Merton College.